# Francisco Solís Hervás
Francisco Solís Hervás (Gibraltar, 1657-Córdoba, 14 de octubre de 1716) fue un religioso mercedario español.

## Biografía
Nacido en el peñón de Gibraltar, donde su padre era alcaide, tomó el hábito de mercedario calzado en el convento de la orden de Málaga, y profesó en el de Sevilla el año 1674. Fue estudiante y posteriormente catedrático en la Universidad de Salamanca, provincial de su orden en Andalucía y predicador del rey Carlos II. 
Felipe V le presentó al obispado de Lérida en 1701; cuatro años después, durante la Guerra de Sucesión Española, la ciudad fue tomada al asalto por los partidarios del archiduque Carlos, y Solís hubo de retirarse primero a Fraga y después a Jaca hasta que en 1707 las tropas del duque de Orleáns retomaron la ciudad y el obispo pudo volver. Durante esta época desempeñó también el cargo de virrey de Aragón.
En 1708 fue nombrado para la sede de Ávila, que empezó a regir en abril del año siguiente; sin embargo, el papa Clemente XI reprobó su conducta por haber tomado posesión de la diócesis antes de haber sido expedidas las bulas y Solís dejó la diócesis. En 1711 fue elegido obispo de Sigüenza, pero interrumpidas las comunicaciones con Roma, tardó más de dos años en ser preconizado y antes de tomar posesión fue promovido a Córdoba, cuya diócesis presidió hasta su muerte en 1716.
| Predecesor: Gaspar Alonso Valerià y Aloza | Obispo de Lérida 1701 – 1711                  | Sucesor: Francisco Olaso Hipenza              |
| Predecesor: Baltasar de la Peña Avilés    | Administrador apostólico de Ávila 1708 - 1711 | Sucesor: José del Yermo Santibáñez            |
| Predecesor: Francisco Álvarez y Quiñones  | Obispo electo de Sigüenza 1711 – 1713         | Sucesor: Francisco Rodríguez de Mendarozqueta |
| Predecesor: Juan Bonilla Vargas           | Obispo de Córdoba 1714 – 1716                 | Sucesor: Marcelino Siuri Navarro              |